# Canale 3 Toscana
Canale 3 Toscana è una rete televisiva italiana a carattere regionale.

## Storia
L'emittente nasce nel 1977 a Siena per iniziativa di Franco Masoni.
Un ruolo di primo piano nel palinsesto di Canale 3 ricopre da sempre il Palio di Siena: per anni è stato trasmesso in diretta e molte ore al giorno vengono tuttora dedicate a repliche e dibattiti sul Palio.
Canale 3 presenta anche molti documentari sull'arte e la storia senese.

## Programmi
- 96 ore di palio
- Ricordi di palio
- Siena risponde
- Notti di palio
- Teste di calcio
- Le stelle di Siena
- Basket Time
- Mi ricordo che...
- Salotto dilettanti